# Mudau
Mudau – miejscowość i gmina Niemczech, w kraju związkowym Badenia-Wirtembergia, w rejencji Karlsruhe, w regionie Rhein-Neckar, w powiecie Neckar-Odenwald. Leży w Odenwaldzie, ok. 20 km na północ od Mosbach.

## Dzielnice
- Donebach/Ünglert
- Langenelz
- Mörschenhardt/Ernsttal
- Mudau
- Reisenbach
- Rumpfen
- Scheidental
- Schloßau/Waldauerbach
- Steinbach
- Untermudau